# Alseodaphne glauciflora
Alseodaphne glauciflora är en lagerväxtart som beskrevs av Kostermans. Alseodaphne glauciflora ingår i släktet Alseodaphne och familjen lagerväxter. Inga underarter finns listade i Catalogue of Life.